# Trichogyia
Trichogyia is een geslacht van vlinders van de familie slakrupsvlinders (Limacodidae).

## Soorten
- T. brunnescens Hering, 1933
- T. circulifera Hering, 1933
- T. dilutata Hering, 1938
- T. gateri West, 1937
- T. metamelaena Hampson, 1897
- T. metaphaeana Walker
- T. microleon Hering, 1931
- T. minuta Rothschild, 1917
- T. nigrimargo Hering, 1931
- T. semifascia Hampson, 1894